# Virginio Pizzali
Franco Pizzali (Mortegliano, 28 december 1934 – Udine, 14 november 2021) was een Italiaans wielrenner.
Pizzali won tijdens de Olympische Zomerspelen 1956 samen met zijn ploeggenoten de gouden medaille op de ploegenachtervolging. Pizzali kwam alleen in actie in de series.

## Resultaten
| Jaar | WK | Olympische Zomerspelen |
| ---- | -- | ---------------------- |
| 1956 |    | ploegenachtervolging   |